# Арнольд Крейсвейк
Арнольд Крейсвейк (нід. Arnold Kruiswijk, нар. 2 листопада 1984, Гронінген) — нідерландський футболіст, що грав на позиції захисника. Відомий за виступами в клубах «Гронінген», «Андерлехт» та «Вітесс», а також у молодіжній збірній Нідерландів. Володар Кубка Нідерландів, переможець молодіжного чемпіонату Європи 2007 року.

## Клубна кар'єра
Арнольд Крейсвейк народився в Гронінгені, і розпочав виступи в дорослому футболі 2001 року виступами за місцеву команду «Гронінген», в якій грав до 2008 року, був основним гравцем захисту команди, та взяв участь у 150 матчах чемпіонату.
У 2008 році Крейсвейк отримав запрошення від бельгійського «Андерлехта», проте гравцем основи не став, і в 2010 році на правах оренди перейшов до ніерландського клубу «Рода». У 2010 році вже на правах постійного контракту він став гравцем нідерландського клубу «Геренвен», де знову зумів стати гравцем основного складу.
У 2014 році Арнольд Крейсвейк перейшов до клубу «Вітесс», у складі якого в сезоні 2016—2017 років став володарем Кубка Нідерландів. Завершив виступина футбольних полях у 2019 році.

## Виступи за збірну
З 2003 року Арнольд Крейсвейк залучався до складу молодіжної збірної Нідерландів. У складі молодіжної збірної брав участь у молодіжному чемпіонаті Європи 2007 року, на якому нідерландська молодіжка стала переможцем турніру. Після чемпіонату Європи до складу збірної не залучався, загалом у складі молодіжної збірної зіграв 25 матчів.

## Титули і досягнення
- Переможець Чемпіонату Європи серед молодіжних команд : 2007
- Володар Кубка Нідерландів (1):

«Вітесс»: 2016–2017